# Simbolizem
Simbolízem je sistematična uporaba simbolov (znakov, znamenj). Predstavljamo jih kot abstraktno izražanje zamisli ali predmetov. Simboli razlikujejo vmesne zveze ter določajo kontekst ali natančen izraz.
Vse oblike jezikov je svojevrstno simboličnih, in vsak skupek simbolov lahko tvori pisavo. Dva poljubna simbola lahko v enostavni obliki pretvorimo v dvojiški sistem (na primer v števili 0 in 1).